# 주차오구
주차오구(한국어: 거소구, 중국어: 居巢区, 병음: Jūcháo Qū)는 중화인민공화국 안후이성 차오후 시의 현급 행정구역이다. 넓이는 2082km2이고, 인구는 2007년 기준으로 870,000명이다.

## 행정 구역
6개 가도, 11개 진, 1개 향을 관할한다.
- 가도: 臥牛山街道, 亞父街道, 天河街道, 半湯街道, 鳳凰山街道, 中廟街道.
- 진: 柘皋鎮, 烔煬鎮, 黃麓鎮, 槐林鎮, 中垾鎮, 散兵鎮, 蘇灣鎮, 夏閣鎮, 壩鎮鎮, 銀屏鎮, 欄杆集鎮.
- 향: 廟崗鄉.